# Tatsuhisa Suzuki
Tatsuhisa Suzuki (鈴木 達央, Suzuki Tatsuhisa, Ichikawa, 11 de novembro de 1983) é um ator, dublador e cantor japonês. Ele já teve papéis em animes, filmes e jogos eletrônicos. Além disso, é o vocalista da banda Oldcodex sob o nome artístico de Ta_2.